# ضواحي دمياط (عمل)
أعمال ضواحي ثغر دمياط هو تقسيم جُغرافي مصري استُحدث في عصر الدولة المملوكية كبديل لأعمال الأبوانية، وكانت قاعدته مدينة دمياط، وظل معمولًا بهذه الأعمال حتى بداية العصر العثماني في مصر.

## نواحي أعمال ضواحي دمياط

### نواحي لا زالت موجودة إلى اليوم
| المحافظة | المركز     | القرى                                            |
| -------- | ---------- | ------------------------------------------------ |
| دمياط    | دمياط      | دمياط · منية سنان الدولة · بستان بورة · العادلية |
| دمياط    | الزرقا     | سرو بججا · دقهلة                                 |
| دمياط    | فارسكور    | شرباص · الحوراني                                 |
| دمياط    | كفر البطيخ | بورة                                             |
| الدقهلية | شربين      | رأس الخليج · ترعة سنان الدولة                    |

### نواحي اندثرت
- القنيطرة والرصاصي[3]
- سفط البلمون، ذكرها ابن مماتي ضمن أعمال الدنجاوية،[4] وذكرها ابن الجيعان باسم «سفيطة» في أعمال ضواحي دمياط.[3]
- شارنباره ذكرها ابن مماتي ضمن أعمال الدنجاوية،[5] وذكرها ابن الجيعان في أعمال ضواحي دمياط.[3]
- منية العز،[3] وردت في التربيع العثماني باسم «منية العز البحرية الشرقية»، ومحلها اليوم «حوض أبو النور» ضمن أراضي ناحية الغوابين.[6]